# Frank Horvat
Frank Horvat (Abbazia, 28 aprile 1928 – 21 ottobre 2020) è stato un fotografo italiano.
Divenne celebre per le sue foto di moda, pubblicate tra la metà degli anni cinquanta e la fine degli anni ottanta. I suoi lavori fotografici inclusero anche fotogiornalismo, ritratti, paesaggi, natura e scultura. Nel 1988 ha realizzato un libro di interviste con alcuni tra i più importanti fotografi, come Don McCullin, Robert Doisneau, Sarah Moon, Helmut Newton, Marc Riboud. All'inizio degli anni novanta è stato uno dei primi fotografi a sperimentare con Photoshop.

## Biografia
Nato da una famiglia ebraica d'Europa Centrale (suo padre Karl era un medico ungherese, sua madre Adele una psichiatra di Vienna), Horvat ha vissuto in Svizzera, in Italia, nel Pakistan, in India, in Inghilterra e negli Stati uniti. Dal 1955 visse in Francia.

### Gli anni '50
La carriera fotografica di Frank Horvat è stata influenzata da Henri Cartier-Bresson. Dopo averlo incontrato nel 1950, seguì il suo consiglio di sostituire la sua Rollei con una Leica e partì per un viaggio di due anni in Asia, come fotogiornalista freelance. Le fotografie di questo viaggio sono state pubblicate da Life, Réalités, Match, Picture Post, Die Woche e Revue. Una di esse è stata inclusa nella famosa esposizione The Family of Man al MOMA di New York.
Come molti fotografi della sua generazione, Horvat ha capito che un apparecchio 35mm gli permetteva di lavorare più rapidamente, e che le diverse focali disponibili gli consentivano di esplorare aspetti della realtà che l'occhio nudo non coglie. Nel 1955, per esempio, dopo essersi trasferito da Londra a Parigi, ha avuto l'impressione che l'atmosfera della città e gli atteggiamenti dei suoi abitanti erano assai diversi dal romanticismo messo in rilievo dai cosiddetti "fotografi umanisti". Questo gli diede l'idea di servirsi di un teleobiettivo, che permetteva inquadrature e avvicinamenti che non erano possibili con un obiettivo «normale». Nel 1957, la rivista svizzera Camera dedicò un intero numero a questo lavoro.
Nel 1957, Horvat sposta il suo interesse verso un altro aspetto della fotografia, producendo fotografie di moda per Jardin des Modes. A questo fine si serve di una Leica, apparecchio raramente utilizzato per la moda. L'innovazione è bene accolta dagli stilisti del ready-to-wear, perché permette di presentare le loro creazioni in un contesto più quotidiano, cioè proprio quello per cui sono concepite. Negli anni seguenti, Horvat riceve incarichi simili da ELLE a Parigi, Vogue a Londra, Harper’s Bazaar a New York e altre riviste del genere.

### Gli anni sessanta e settanta
Tra il 1962 e il 1963, Horvat torna al fotogiornalismo, con un viaggio attorno al mondo per la rivista tedesca Revue. In seguito sperimenta con il cinema e la video. Nel 1976 decide di diventare "cliente di se stesso" producendo tre lavori personali: Portraits of Trees (1976–82), Very Similar (1982-86) e New York up and down (1982–87), che chiama «il suo trittico» benché queste imprese siano molto diverse tra loro. I tre lavori sono a colori.

### Gli anni ottanta
Negli anni ottanta, Horvat soffre di un disturbo ad un occhio e per qualche tempo deve sostituire la sua vista con l'udito. Questo handicap gli suggerisce un nuovo progetto: una serie di interviste con altri fotografi, come Édouard Boubat, Robert Doisneau, Mario Giacomelli, Josef Koudelka, Don McCullin, Sarah Moon, Helmut Newton, Marc Riboud, Jean-Loup Sieff e Joel-Peter Witkin. Il libro che le riunisce è pubblicato in Francia sotto il titolo Entre Vues. Nel 1984 Horvat, su invito dell'art director Roberto Logi, tiene un memorabile corso di fotografia di moda all'Archivio Fotografico Toscano con la collaborazione di Orsina Baroldi e della rivista Vogue Italia.

### Gli anni novanta
Negli anni novanta, Horvat si decide ad un altro cambiamento radicale, adottando l'informatica. Per cominciare, con Yao the Cat (1993), poi con Bestiary (1994) e Ovid's Metamorphoses (1995), in cui trasgredisce la regola bressoniana del "momento decisivo", e combina immagini (o frammenti di immagini) realizzate a momenti ed in luoghi diversi. La novità non è tanto il fotomontaggio – già praticato nell'Ottocento - quanto l'ambiguità creata da queste composizioni che quasi non rivelano l'artificio, anche se Horvat riconosce che potrebbero essere considerate estranee alla fotografia. È in parte per questo che Horvat non prosegue in questa direzione, che riprende solo 14 anni più tardi con il progetto A Trip to Carrara.
La complementarità tra fotografia tradizionale - prima analogica, poi digitale - e postproduzione informatica diventa evidente nel suo saggio Figures Romanes (pubblicato nel 2000, con un testo di Michel Pastoureau). Questa raccolta di immagini è il risultato di 2 anni di ricerca sulla scultura romanica in Francia (XI et XII secolo).

### Il Terzo Millennio
I tre progetti successivi di Frank Horvat sono forse il suo lavoro più personale. 1999 è un foto-diario dell'ultimo anno del millennio, fatto con un piccolo apparecchio analogico destinato ai dilettanti.
In seguito, con La Véronique (2002-2003), Horvat integra nel suo lavoro gli effetti di un problema cardiaco di cui soffre in quegli anni, limitandosi a fotografare, con la sua prima Nikon digitale, in un raggio di 30 metri nella sua casa in Provenza o nelle immediate vicinanze.
Eye at the fingertips è un progetto che inizia nel 2006 e che è ancora in fase di realizzazione. Tutte fotografie sono fatte con una fotocamera digitale compatta, molto più leggera e introdotta appunto in quegli anni.
Nei tre progetti, Horvat esplora i piccoli miracoli della vita quotidiana, contro la tendenza di quella fotografia che tende a mettere in mostra quello che sembra eccezionale o estremo. Ma ciò che soprattutto lo interessa è che queste immagini, che potrebbero essere prese per dei "candid shoots" e che sono fatte con un apparecchio che ogni dilettante può acquistare, rappresentano invece la somma delle sue esperienze visuali ed emozionali, ridotte alla loro essenza da una rigorosa eliminazione di tutto ciò che lui - nei momenti in cui le scatta, le seleziona e le ritocca – giudica superfluo o distraente.
La sua più recente impresa è un'Applicazione per iPad, intitolata Horvatland, ‘'un viaggio attraverso un mente'’ che riunisce più di 2000 fotografie prodotte nel corso di 65 anni, 200.000 parole di testo e 20 ore di commenti.
Nel 2010 a Lugano Frank Horvat ha ricevuto il premio della Fondazione del Centenario della Banca della Svizzera Italiana per il suo contributo alla cultura europea.
Il 27 febbraio 2018 i Musei Reali di Torino presso le Sale Chiablese dedicano a Horvat una grande mostra fotografica intitolata "Frank Horvat: storia di un fotografo", curata da lui stesso, in cui per la prima volta vengono esposti 31 scatti di altri celebri fotografi appartenenti alla collezione privata di Horvat, a cui si aggiungono 210 scatti dell'artista.

## Opere

### Libri
- 1957 : La capture des éléphants sauvages, Editions Louvois, Paris
- 1962 : J'aime la télévision, Editions Rencontre, Lausanne, Switzerland (testo di Max Egli)
- 1962 : J'aime le strip-tease, Editions Rencontre, Lausanne, Switzerland (testo di Patrik Lindermohr)
- 1979 : The Tree Aurum Press - London and Little Brown, New York (testo di John Fowles)
- 1982 : Goethe in Sicilia, Edizioni Novecento, Palermo, Italy
- 1990 : Entre vues, Éditions Nathan, Paris,
- 1991 : Degas sculptures, Imprimerie nationale, Paris
- 1992 : Yao le chat botté, Éditions Gautier-Languereau, Paris
- 1994 : Arbres, Imprimerie nationale, Paris
- 1994 : Le Bestiaire d'Horvat, CNP et Actes Sud
- 1996 : Paris-Londres, London-Paris, Éditions de la Ville de Paris
- 1996 : De la Mode et des Jardins, Éditions de l'Imprimerie Nationale, Paris
- 1998 : 51 Photographs in Black and White, Dewi Lewis, Manchester
- 1999 : Very Similar, Dewi Lewis, Manchester
- 2000 : Frank Horvat, Photopoche no 88, Delpire et Nathan, Paris
- 2000 : 1999, A Daily Report, Dewi Lewis, Manchester
- 2001 : Figures romanes, Éditions du Seuil, Paris
- 2002 : Homenatge a Catalunya, Foundation Privada Vila Casas, Barcelona
- 2004 : Time Machine - a trip around the world, 1962-1963, OFF Publications, Boulogne-Billancourt, France
- 2004 : La Véronique, Thirty meters around my house in Provence, introduzione di Renaud Camus, OFF Publications, pubblicato da Frank Horvat, Boulogne-Billancourt, France
- 2005 : Horvat photographie Couturier, Gallimard and Musée Maillol, Paris
- 2006 : The Horvat Labyrinth, Éditions du Chêne, Hachette, Paris
- 2008 : De bocche-tette-culi-cazzi-e-mone, illustrazioni dei poemi erotici di Zorzi Baffo, aristocratico veneziano del XVIII secolo, OFF Publications, published by Frank Horvat, Boulogne-Billancourt, France
- 2009 : Adele Edelstein (About My Mother), OFF Publications, pubblicato da Frank Horvat, Boulogne-Billancourt, France
- 2009 : Dr. Karl Horvat (About My Father), OFF Publications, pubblicato da Frank Horvat, Boulogne-Billancourt, France
- 2009 : New York up and down (with a text by Franz Kafka), OFF Publications, pubblicato da Frank Horvat, Boulogne-Billancourt, France
- 2009 : Masken und Mandarinen (con i testi della poetessa tedesca Ingrid Mylo), OFF Publications, pubblicato da Frank Horvat, Boulogne-Billancourt, France
- 2013 : House of Fifteen Keys, (con testi di Jean-Noël Jeanneney), e di Alex Susanna, pubblicato da Terre Bleue, Paris Terre Bleue, ISBN 978-2-909953-30-4

### Pubblicazioni
- BERNARD Hervé, Frank Horvat, le tirage sur ordinateur, Photographie, n. 1494, May 1992, p 24-27.
- BERNARD Hervé, Frank Horvat, un photographe au clavier in Ma création, the art machine magazine, n 4, 1992, p 32-42.
- BISHOP Bob, Frank Horvat - Journalist in fashion clothing in The Paris Free Voice, vol XII, n 5, June 1989, p 6.
- BOUWENS Richard, Creation or selection, Frank Horvat in Photography, 2/6, feb 1957, p 24-29.
- Camera, monthly international magazine about photography, éd. C. J. Bucher, Lucerne, Swiss, 1957.
- CAUJOLLE Christian, Frank Horvat - La mode en visite in Clichés, n 55, 1989, Bruxelles, p 16-24.
- Contemporary photographers, dir. Martin Marix Evans, article Horvat Frank, St James Press, Detroit, 1995, p 508-511.
- DE PACE Loredana, Il labirinto di Horvat in Foto cult, nov 2011, year VIII, n 82, p 68-74.
- DUVAL Patrick, Horvat, Mises au point, in Télérama, June 20, 1990, n 2110, p 18.
- Dictionnaire mondial de la photographie des origines à nos jours, dir. Jean-Philippe Breuille, article Frank Horvat, Larousse, Paris, 1994, p 306-07.
- DRAGO Carolina, Frank Horvat in Firma, March 2001, p 50-57.
- Encyclopédie internationale des photographes de 1839 à nos jours, dir. Michèle and Michel Auer, vol. 1, article Horvat Frank, Éditions Camera Obscura, Genève, 1985.
- D'HOOGHE Alain, Polyglottisme photographique, coll. Photo poche, n 88, Delpire et Nathan, 2000.
- HOPKINSON Amanda, Interview with Frank Horvat, in British Journal of Photography, 3 May 1990, p 10-13.
- LOKE Margarett, Wonders of Daily Life In Millennial Europe in The New York Times, June 7, 2002, p 35.
- MATIC Jelena, Frank Horvat-Dokumentarnost i moda in ReFoto, n 91, April 2012, p 39-44.
- MOESCHLER Vinciane, Frank Horvat à la poursuite de la photo chimérique in Tribune des uns et des autres, Génève, 1988, p 22-23.
- MONDENARD Anne et GUERRIN Michel, « Réalités, un mensuel français illustré (1946-1978) », Actes Sud, Paris, 2008.
- PIACENZA Paola, in IO Donna, November 29, 1997, n 2200, p 81 - 86.
- OLLIER Brigitte, in Libération, December 25, 1992, p 20.
- ROCQUE Melony, Cat and mouse in XYZ Direction, nov 1992, p 14-17.
- ROEGIERS Patrick, Frank Horvat in Le Monde, 25 April 1989, p 20.
- TODD Stephen, Frank Horvat in Not only Black and White, n 10, dec 1994, p 70-81.
- Unknown Long lens experiments - Frank Horvat in Popular Photography, n 2, vol. 43, August 1958.

## Mostre
- 1955 : Photograph “Muslim wedding” in Family of Man, MOMA, New York.
- 1977 : Arbres, Musée des Arts Décoratifs, Nantes, Francia.
- 1978 : Trees, Photographer's Gallery, Londra.
- 1979 : Trees, ICP New York.
- 1980 : 30 Happy Years,Photographer's Gallery, Londra.
- 1983 : Very similar, Espace Canon, Parigi.
- 1984 : Fashion photographs, Sander Gallery, New York.
- 1985 : Collective exhibition Fashion photography, Victoria and Albert Museum, Londra.
- 1988 : Collective exhibition Photographes et créateurs de mode, Musée des Arts Décoratifs, Parigi.
  - Personal exhibition Fashion photography, Bell Commons Space, Tokyo.
- 1989 : Côté mode, Espace Paris-Audiovisuel, Parigi.
- 1989 : Frank Horvat, retrospective, Galerie du Château d'Eau, Tolosa.
- 1990 : Vraies Semblances, Personal exhibition, Fotofest, Houston, USA.
  - Personal exhibition, Folio, Calgary, Canada.
- 1991 : Appearances, collective exhibition, Victoria and Albert Museum, Londra.
- 1992 : Sculptures by Degas, as part of a collective exhibition, Centre National de la Photographie, Parigi.
- 1994 : Le Bestiaire d'Horvat, Centre national de la photographie, Parigi.
- 1995 : Please don't smile, Hamiltons, London; Staley Wise, New York; Carla Sozzani, Milano ; Agathe Gaillard, Parigi.
- 1996 : Paris-Londres, Musée Carnavalet, Parigi.
- 1997 : Vintage prints, Staley-Wise Gallery, New York.
- 1998 : Goethe in Sicily, Goethe-Haus, Francoforte.
- 2000 : 1999, un journal photographique, Musée Maillol, Parigi. Fashion photographs, San Paolo, Brasile.
- 2001 : Strip-tease, Dina Vierny Gallery, Parigi.
- 2002 : Homenatge a Catalonia, Fundació Vila Casas, Barcellona.
  - Black and white photographs, Fifty-one Fine Art Photography, Antwerpen; Haeckelbury, Fine Arts, Londra.
- 2003 : Black and white photographs, Fahey-Klein Gallery, Los Angeles.
- 2004 : La Véronique, Dina Vierny Gallery, Parigi.
- 2005 : Photographs of the sculptures by Robert Couturier, Musée Maillol, Parigi.
- 2006 : Le labyrinthe Horvat, Espace Landowski, Boulogne-Billancourt.
  - Fashion photographs, in black and white and colour, Holden Luntz Gallery, Palm Beach, Florida, USA
- 2007 : Romanesque sculpture, La-Maison-près-Bastille, Parigi.
- 2008 : New York up and down, La-Maison-près-Bastille, Parigi. Retrospective exhibition « Ways of an eye », Villa Tamaris, La Seyne, Var, Francia.
- 2009 : Black and white photographs, Hiltawski Gallery, Berlino.
  - De bocche-tette-culi-cazzi-e-mone, Dina Vierny Gallery, Parigi.
- 2010 : Fashion photography, Manège, San Pietroburgo.
- 2011 : No repeat, with the International Award for Photography, CRAF, Spilimbergo e Udine, Italia.
- 2012 : Personal exhibition, Brucie Collections, Kiev, Ucraina.
  - A Trip through a mind, Hiltawsky Gallery, Berlino.
  - Fashion photography, Vancouver, Canada.
  - Trip to Carrara, Dina Vierny Gallery, Parigi
- 2013 : Les mains d'Horvat, Dina Vierny Gallery, Parigi.
- 2014 : Fashion...Frank Horvat, Hiltawsky Gallery, Berlino.
  - House of Fifteen Keys, retrospective exhibition, Palazzo Mediceo di Seravezza, Seravezza Lucca, Italia
- 2018 : Frank Horvat: storia di un fotografo, Sale del Chiablese dei Musei Reali, Torino, Italia.

Opere di Frank Horvat in collezioni pubbliche
- Biblioteca nazionale di Francia, Parigi
- Fonds national d'art contemporain, Ministère de la Culture, Parigi
- Musée des Beaux-Arts, Nantes
- Victoria and Albert Museum, Londra
- Musée d'art moderne de la Ville, Parigi
- Centre Pompidou, Parigi
- Fondation Cartier, Parigi
- Maison Européenne de la Photographie, Parigi
- Museum of Modern Art, New York
- Eastman House, Rochester, New York
- Musée Ludwig, Colonia
- Kunstbibliothek, Berlino
- Musée Carnavalet, Parigi
- Musée Galliera, Parigi
- High Museum of Art, Atlanta
- Fondation Vila Casas, Barcellona

## Filmografia
- Le Procédé Fresson, 1986, un film di Jean Réal con Michel Fresson, Bernard Faucon, Bernard Plossu, Frank Horvat, etc.
- Frank Horvat, 1999 su Arte Television.
- Frank Horvat, Télématin, France 2
- Fashion Horvat : Frank Horvat Exhibition in North Vancouver, 2012